# Abdou Cherif
Pour les articles homonymes, voir Cherif (homonymie).
Abdou Cherif (parfois orthographié Abdou Chrif, Abdo Sherif, Abdo Shrif, Abdo Sharif ; en arabe : عبدو شريف), né le 26 août 1966[réf. nécessaire] à Casablanca où il meurt le 8 mars 2024, est un musicien et chanteur marocain.

## Biographie
Abdou Cherif est le petit neveu d’un des pionniers de l'école classique de la musique arabe Abdelwahab Agoumi. Suivant les enseignements de son mentor feu Mahmoud Saâdi (cofondateur du phénomène musical des années 1970 qui donna naissance aux groupes mythiques de musique populaire Nass El Ghiwane et Jil Jilala), Abdou Cherif vit son rêve se réaliser en 1999 : chanter à l’Opéra du Caire devant le public de son idole Abdelhalim Hafez, légende égyptienne de la chanson romantique classique arabe.
L'Égypte l'accueillit en légitime fils du Nil, en lui attribuant à juste titre le surnom de « Nouveau Rossignol », en référence au « Rossignol brun » Abdelhalim Hafez.
Abdou Cherif est demeuré l'un des rarissimes crooner encore en vie. Il représente une race d'artistes interprètes en voie de disparition.
Abdou Cherif se consacre corps et âme à satisfaire son audience fidèle et assidue ; ainsi, d'Abdelhalim Hafez à Charles Aznavour, en passant par Salim Hallali, autant d’écoles d'interprétations qui nécessitent maîtrise et habileté, afin d’offrir à son public à chaque rendez-vous, un voyage dans le temps à destination de l’âge d’or de l’expression artistique.
Il meurt le 8 mars 2024 à Casablanca à la suite d'une crise cardiaque.

## Carrière
Le parcours artistique d’Abdou Cherif est parsemé de participations à de nombreux événements prestigieux, parmi lesquels :
- Février 1997 : Festival Orbit de la chanson arabe au Forum de Beyrouth (Liban) ;
- Avril 1997 : Cérémonie de clôture du Festival de Dubaï (Émirats arabes unis) ;
- Août 1997 : Cérémonie de clôture du Festival d'Asilah (Maroc) ;
- Mai 1999 : Hommage à Abdelhalim Hafez à l'Opéra Khédival du Caire (Égypte) ;
- Mai 2002 : Célébration de la « Fête du Printemps » à l'Opéra Khédival du Caire (Égypte) ;
- Février 2003 : Hymne à la Saint-Valentin au Pavillon royal du BIEL de Beyrouth (Liban) ;
- Mars 2004 : Décoration du Sceptre d'argent pour son dévouement au profit des œuvres sociales (Égypte) ;
- Juillet 2004 : Cérémonie d'ouverture du Festival international du Caire au CICC (Égypte) ;
- Juin 2005 : Cérémonie d'ouverture du Festival méditerranéen à l'Opéra Sayed Darwish d’Alexandrie (Égypte) ;
- Juillet 2005 : Décoration du Rebab d'Or au Festival des Arts Populaires au Palais des congrès de Marrakech (Maroc) ;
- Mars 2007 : Concert au profit de l’association marocaine pour la lutte contre le cancer à Casablanca (Maroc) ;
- Février 2009 : Récital à l'Opéra Khédival du Caire (Égypte) ;
- Juillet 2010 : Hommage à Abdelhalim Hafez au Festival de Beiteddine (Liban) ;
- Octobre 2012 : Concert inaugural de la tournée 2012-2013 à Casablanca (Maroc) ;
- Mars 2013 : Hommage à Abdelhalim Hafez, tournée 2012-2013 à Marrakech (Maroc) ;
- Mai 2013 : Concert de clôture de la tournée 2012-2013 à Casablanca (Maroc).